# Søholt (Alderslyst Sogn)
 For alternative betydninger, se Søholt. (Se også artikler, som begynder med Søholt)
Søholt er en bydel i Alderslyst Sogn i det østlige Silkeborg.
Søholt er belliggende nord for Silkeborg Langsø, øst for Alderslyst, syd for Nørreskov Bakke og Høje Kejlstrup og sydvest for Gødvad.
Søholt var en del af Gødvad Kommune indtil 1941, hvor Søholt, Alderslyst, Lysbro og Kærsgård blev indlemmet i købstaden Silkeborg.
I Søholt ligger Søholt Idrætspark, hvor både JYSK Park, Silkeborg IF’s hjemmebane, og JYSK Arena, hvor Bjerringbro-Silkeborg spiller sine hjemmekampe. Derudover ligger Silkeborg Atletikstadion, Silkeborg Højskole og Søholt Renseanlæg i bydelen.